# Turó de la Simona
El Turó de la Simona és una muntanya de 294 metres que es troba al municipi de la Roca del Vallès, a la comarca del Vallès Oriental.